# ويليام إليوت
ويليام إليوت (بالإنجليزية: William Elliott)‏ هو ممثل أمريكي، ولد في 4 ديسمبر 1879 في الولايات المتحدة، وتوفي في 5 فبراير 1932 بنيويورك في الولايات المتحدة.

## وصلات خارجية
- ويليام إليوت على موقع IMDb (الإنجليزية)
- ويليام إليوت على موقع قاعدة بيانات برودواي على الإنترنت (الإنجليزية)
- ويليام إليوت على موقع أول ميوزيك (الإنجليزية)